# Marcin Banaszak
Marcin Banaszak (ur. 1978) – polski kierowca wyścigowy.

## Biografia
Syn Edwarda, bratanek Stefana. Karierę zaczynał w kartingu w 1986 roku. W sezonie 1987 zajął piąte miejsce w mistrzostwach Polski, a w roku 1989 – trzecie (50 cm³). W 1991 roku wygrał finał kartingowych mistrzostw Polski w kategorii Młodzik 01. W 1992 roku wygrał klasę A-100 Junior. W 1994 roku został kartingowym mistrzem Polski seniorów.
W 1996 roku zadebiutował w WSMP, ścigając się Promotem 83 w klasie E1300. Na koniec sezonu został sklasyfikowany na dziesiątym miejscu. W tym samym roku ścigał się również w Czeskiej Formule Ford. W sezonie 1997 wygrał pięć wyścigów i został mistrzem Polski w klasie E1300. W 1998 roku wystartował Banaszakiem 001 w czterech wyścigach, najlepiej finiszując na ósmym miejscu.
W 2000 roku rywalizował w Pucharze Alfy Romeo, zajmując czwarte miejsce w klasyfikacji końcowej. W 2002 roku wygrał Toyotą MR2 Rajd o Puchar PR Szczecin, zajął również trzecie miejsce w  mistrzostwach województwa zachodniopomorskiego.